# ソング・サイクル
ソング・サイクル(Song Cycle)は、ヴァン・ダイク・パークスが1968年にリリースしたアルバムである。込められた壮大な野心、つぎ込まれた法外な予算、そして全くふるわなかった売り上げで有名である。
型にはまらない楽曲構成を作り上げて、アメリカ固有の音楽要素を追い求めている。対して個々の楽曲には、南カリフォルニアの様々な地域が描かれている。タイトルは、アルバムの内容を表す、連作歌曲から取られている。
レニー・ワロンカーによるプロデュース作品である。彼の監修の下で通常生じうる予算の限界が取り払われて、ヴァン・ダイク・パークスの音楽家としての才能を遺憾なく発揮する場を得られた。このアルバムでは、初期の8トラック録音を使っている。
発売後には、一定の評価こそ得られたものの、売り上げは芳しくなかった。そこでワーナー・ブラザース・レコードは、新聞と雑誌に全面広告を掲載した。そこには、『この「最優秀レコード」によって、35,509ドルの損失が生じた。（まいったね）』と記されていた。さらには、既に購入した人は盤がすり減るほどに聞き潰しているだろうから、新しい盤2枚と交換するとも書かれていた。そのうちの1枚を使って「友人を教育する」ためにも。
このアルバムに影響を受けたと公言する音楽家は多い。プロデューサーで作曲家でもあるジム・オルークも、そのひとりである。
1998年には、ヴァン・ダイク・パークス監修の下でリマスターが行われ、イギリスのライコから、ボーナストラックとして1970年発売のシングル曲であるThe Eagle And Meを加えたCDが発売された。
2007年には、本来の楽曲のみを日本独自のリマスターを行ったCDが発売された。
2008年には、5.1chサラウンドを使ったDVD-Audioの計画を発表している。

## 曲目
Side 1
1. ヴァイン・ストリート - Vine Street (Randy Newman)
2. パーム・デザート - Palm Desert (Van Dyke Parks)
3. 未亡人の散歩 - Widow's Walk (Van Dyke Parks)
4. ローレル・キャニオン・ブルヴァード - Laurel Canyon Blvd (Van Dyke Parks)
5. オール・ゴールデン - The All Golden (Van Dyke Parks)
6. ヴァン・ダイク・パークス - Van Dyke Parks (Public Domain)

Side 2
1. パブリック・ドメイン - Public Domain (Van Dyke Parks)
2. ドノヴァンズ・カラーズ - Donovan's Colours (Donovan Leitch)
3. アティク - The Attic (Van Dyke Parks)
4. ローレル・キャニオン・ブルヴァード - Laurel Canyon Blvd (Van Dyke Parks)
5. バイ・ザ・ピープル - By The People (Van Dyke Parks)
6. ポプリ - Pot Pourri (Van Dyke Parks)